# SN 2006co
SN 2006co – supernowa typu II odkryta 27 maja 2006 roku w galaktyce E323-G25. W momencie odkrycia miała maksymalną jasność 16,00m.